# (13249) Marcallen
(13249) Marcallen (1998 MD38) – planetoida z pasa głównego asteroid okrążająca Słońce w ciągu 4,38 lat w średniej odległości 2,67 j.a. Odkryta 18 czerwca 1998 roku.